# エドゥアール3世 (バル公)
エドゥアール3世（フランス語：Édouard III, 1377年6月下旬 - 1415年10月25日）は、ポンタ＝ムッソン侯（在位：1399年 - 1415年）、バル公（在位：1411年 - 1415年）。

## 生涯
兄アンリおよびフィリップが1396年のニコポリスの戦いの最中またはその後すぐに死去した後にバル公領の継承者となった。
1405年、フランス王シャルル6世よりイングランド人に脅かされていたブーロネーの防衛を委ねられた。1406年末、オルレアン公ルイの命によりギュイエンヌ遠征に加わったが、赤痢によりフランス軍は壊滅した。1407年のオルレアン公ルイの暗殺の後、エドゥアール3世はブルゴーニュ公ジャン1世に合流し、ブルゴーニュ人を結集させた。1411年4月12日に父の跡を継いでバル公となったが、1415年にアジャンクールの戦いで戦死した。エドゥアール3世は庶子があったものの未婚で、弟ルイ1世が公位を継承した。